# Захарово (Захаровский район)
Заха́рово — село, административный центр Захаровского района Рязанской области России. Является также административным центром Захаровского сельского поселения.

## География
Село находится в 37 км к юго-западу от Рязани. Расстояние до Москвы — 230 км (через Рязань, и 170 км напрямую по дороге, соединяющей районный центр с Московской областью).

## История
Село возникло в 1654 г., когда из села Захаровка на новое место переселился Михаил Воронин с родственниками. По его фамилии  селение стали называть Воронины Выселки, а позднее Вороньи Выселки.
В 1845 г. в Захаровских Вороньих Выселках построена Богословская церковь и они стали селом.
В 1905 году село относилось к Поподьинской волости Михайловского уезда и имело 286 дворов при численности населения 2198 чел.
10 апреля 1932 года Президиум ВЦИК постановил «Во изменение постановления Президиума ВЦИК от 12 июня 1929 года центр Захаровского района перенесен из с. Попадьино в с. Захаровские Вороньи Выселки с одновременным переименованием последнего в село Захаровское».
После переименования Захаровки (Захарово 2) в Елино, Захаровские Вороньи Выселки (Захарово 1) стали называться с. Захаровское, с 1941 года это с. Захарово.
25 ноября 1941 года Захарово было захвачено передовыми частями немецких войск. Однако дальше они продвигаться не стали и вскоре отошли назад в направлении Михайлова. Таким образом, Захарово стало самой близкой к Рязани точкой наступления немецких войск.

## Население
| 1859  | 1897  | 1905  | 1926  | 1939  | 1959  | 1970  |
| ----- | ----- | ----- | ----- | ----- | ----- | ----- |
| 1963  | ↘1754 | ↗2198 | ↘1747 | ↘1684 | ↘1418 | ↗2185 |
| 1979  | 1989  | 2002  | 2003  | 2010  | 2023  |       |
| ↗2767 | ↗3174 | ↘2956 | ↗3500 | ↘2739 | ↘2336 |       |

## Культура и достопримечательности
В селе работают: Захаровский краеведческий музей, 3 библиотеки, 2 дома культуры.

## Галерея

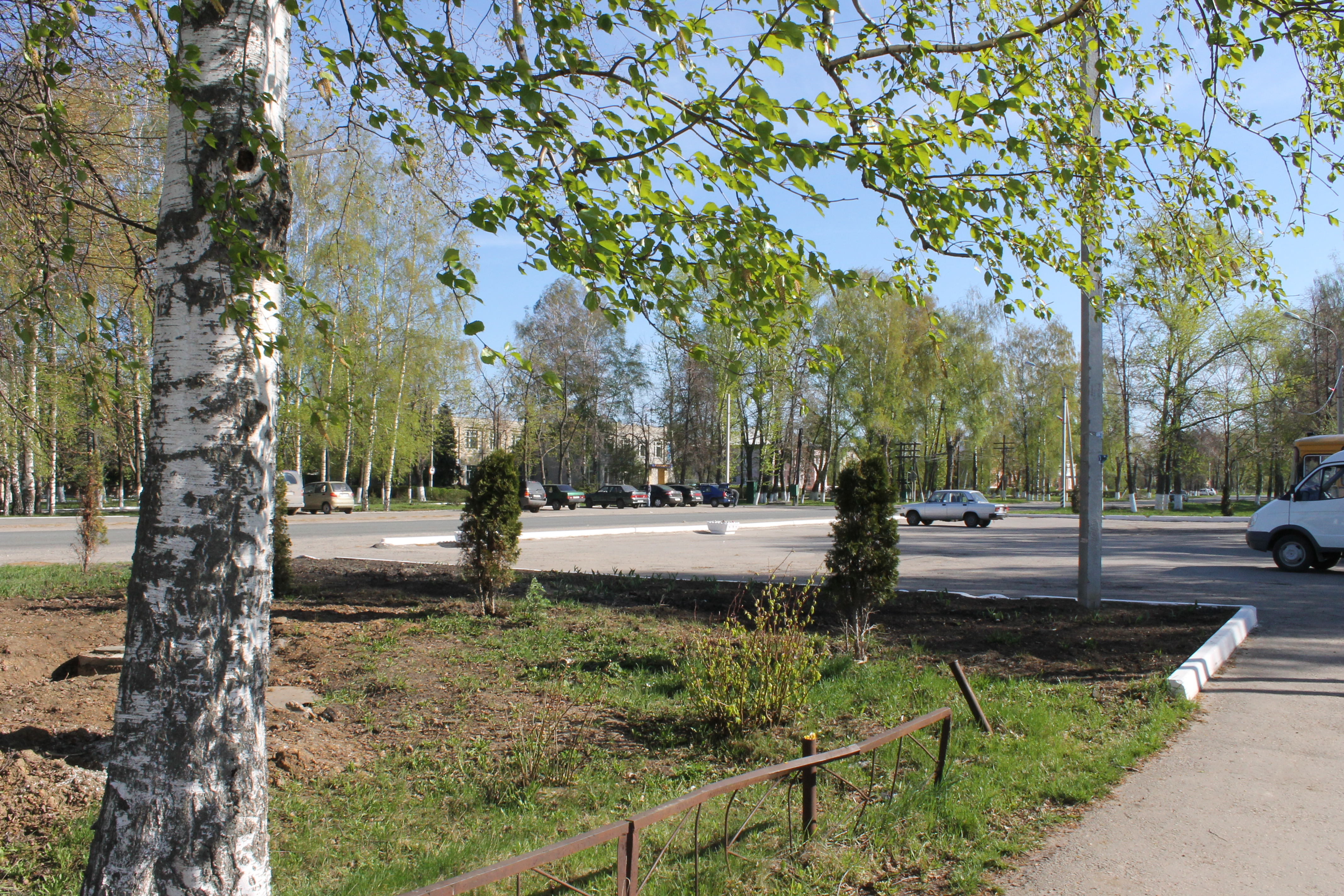
Центральная площадь Захарово
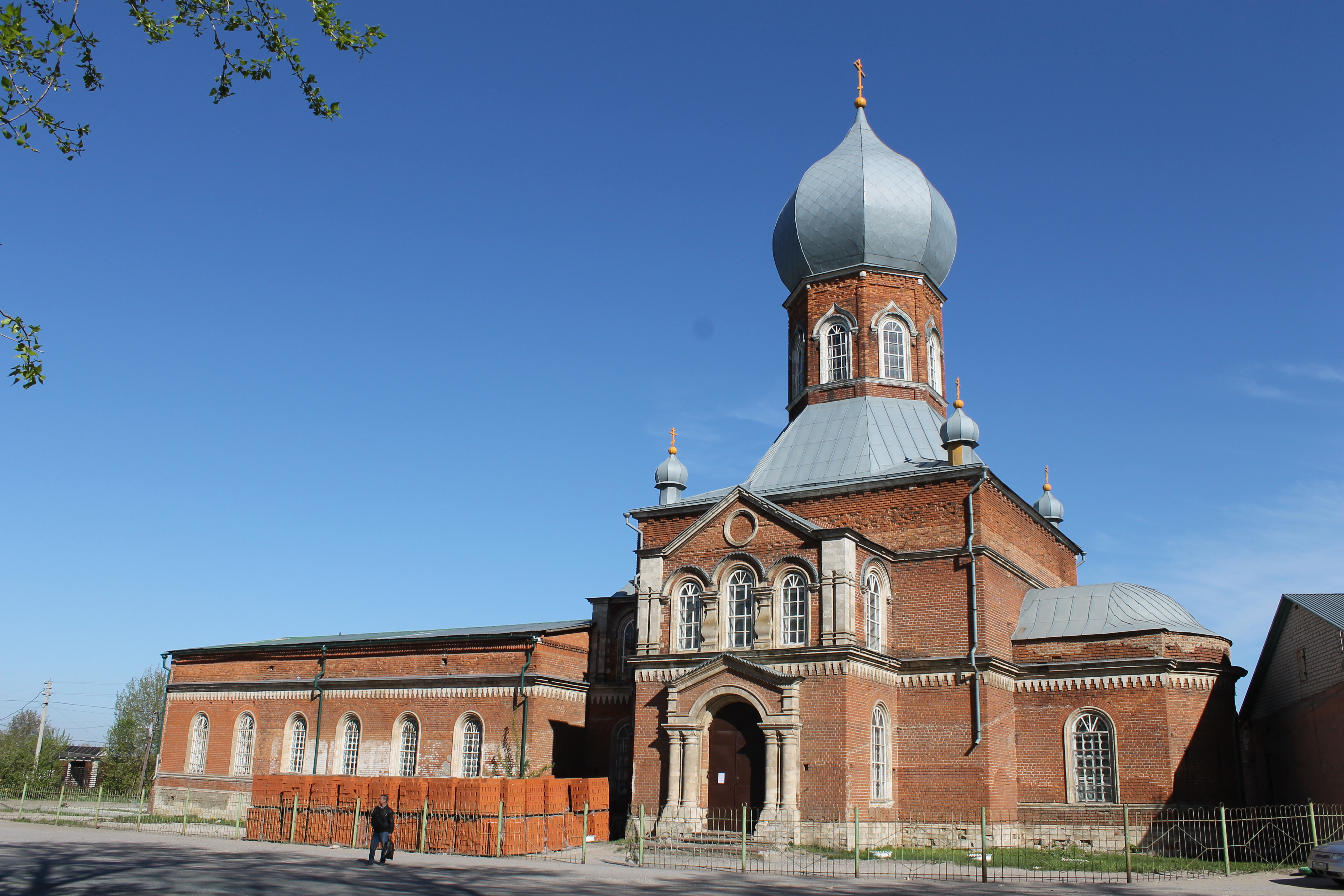
Церковь Иоанна Богослова XIX века
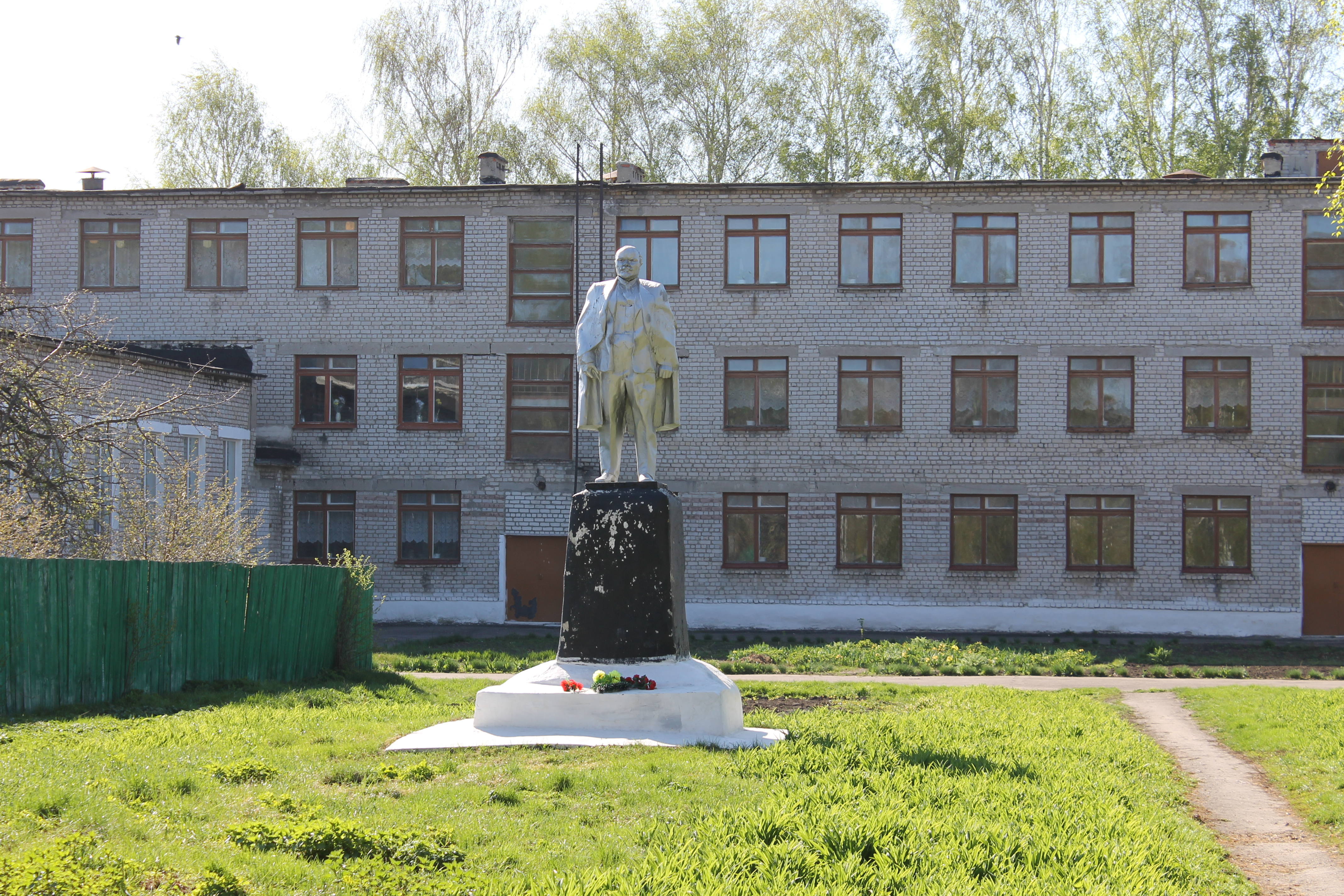
Средняя школа с памятником В.И.Ленину перед ней

## Известные жители
- Пелагея Рязанская — старица, блаженная, родившаяся в Захарово.
- А. А. Суснин — советский и российский киноактёр, родившийся в Захарово.